# Kråkan (sjö)
Kråkan är en sjö i Aneby kommun i Småland och ingår i Motala ströms huvudavrinningsområde.